# Бельгибаев, Айтбай
Айтбай Бельгибаев (также Айтмухамет Бельгибайулы, каз. Айтбай (Айтмұхамет) Белгібайұлы 7.2.1887, аул Тарытогай Отырарского района — 11.11.1961, Маякум) — казахский акын, жырау. С 1901 учился в медресе аула Карнак близ Туркестана, продолжил образование в Бухаре, изучал арабский и персидский языки. Окончил учительские курсы в Ташкенте (1919). Любовь к родной земле, обычаи и традиции казахского народа отражены в стихах «Үш мұңлық», «Қоқаннан қашқан Нарбота», «Тазша бала», «Қызылқұм», «Шәуілдір», «Туған жермен қоштасу» и поэмах «Қажымұқан», «Сейтқасым батыр», «Темірбек батыр». Поэма «Арманда Айтбай» (1926) повествует о социальной несправедливости. Участвовал в айтысах с акынами Малике-кыз, Жамиля-кыз (1913), Орынбаем, Елеусизом, Маканом (1943), Желеу (1955), Конбаем и др. В 1943 году участвовал в республиканском айтысе акынов.